# Ocinebrellus
Ocinebrellus är ett släkte av snäckor som beskrevs av Félix Pierre Jousseaume 1880. Ocinebrellus ingår i familjen purpursnäckor.
Släktet innehåller bara arten Ocinebrellus inornatus.